# 源村 (千葉県)
源村（みなもとむら）は、千葉県山武郡（山辺郡）にかつて存在した村である。
現在の東金市の北部、山武市の西部にあたる。東金市立源小学校などにその名をとどめる。

## 歴史
1889年（明治22年）、町村制施行に伴い発足。丘陵地にあり、作田川など郡内を流れる川の川上に位置することから源村と名付けられた。
1903年（明治36年）には、宮城県名取郡生出村・静岡県賀茂郡稲取村と共に、内務省によって「日本帝国自治の三模範村」として取り上げられ、盛んに宣伝された。明治20年内には激しい村内対立があったものの明治30年代には対立の鎮静化に成功していたこと、とりたてて特筆するような産業のない300戸ほどの小規模な村ながら村を挙げて学校や村の基本財産の積み立てを行ったことなどが、当局者に着目されたと見られる。
1954年（昭和29年）、村は二分されて東金市と日向村（現在の山武市の一部）にそれぞれ編入された。分村の影響により、旧村域では現在でも二重飛地を含めた複雑怪奇な市境となっている。
千葉県文書館には「旧源村役場文書」56,392点（村成立以前の文久元年（1861年）から、村の廃止までの公文書）が収蔵されている。

### 行政区画・自治体沿革
- 1889年（明治22年）4月1日 - 町村制施行に伴い、下布田村、植草村、雨坪村、武勝村、上布田村、極楽寺村、三ヶ尻村、酒蔵村、滝沢村が合併して山辺郡源村が発足。
- 1897年（明治30年）4月1日 - 山辺郡、武射郡が統合されて山武郡となる。
- 1954年（昭和29年）4月1日 - 一部の地域（上布田、極楽寺、三ヶ尻、酒蔵、滝沢）が東金町に、残部（下布田、植草、雨坪、武勝）が日向村にそれぞれ編入し、源村廃止。東金町は即日市制施行し東金市となる。